# Helm Corner
Helm Corner è una comunità non incorporata degli Stati Uniti d'America situata nella Contea di Kings, nello Stato della California. Si trova a una distanza di circa 7,2 km a ovest di Corcoran.